# 1998년 삼성 라이온즈 시즌
1998년 삼성 라이온즈 시즌은 삼성 라이온즈가 KBO 리그에 참가한 17번째 시즌이다. 서정환 감독이 팀을 이끈 첫 시즌으로, 양준혁이 주장을 맡았다. 팀은 8팀 중 정규시즌 2위에 올라 포스트시즌에 진출했다. 그러나 3명의 포수를 보유했음에도 수비 불안(양용모 정회열), 공격 부진(김영진) 등 여러 가지 이유 뿐 아니라 위압감을 주는 투수가 없어  플레이오프에서 LG 트윈스에게 1승 3패로 져 최종 순위는 3위가 되었으며 플레이오프에서는 좌타자 군단 LG를 맞아 좌타자에 강한 좌투수를 적절히 사용하지 못했는데 전년도 플레이오프에서의 부진 탓인지  좌투수 성준을 플레이오프 엔트리에 포함시키지 않아  경기 내내 아쉬움을 남겼다.
한편, 베이커가  선발로만 15승을 올려 선발승 2위(김용수와 공동)에 랭크됐으나 이 해  연봉의 배 이상의 연봉을 불러온  것 외에도 딸까지 둔 가장이었지만 경기가 끝날 때마다 여자를 요구한 데다 평소 주심의 스트라이크 존에 불만이 많아 어느 날 심판 판정에 불복하여 심판에게 욕설을 하는 등 좋지 않은 인성을 가졌던 터라 1998년 시즌 뒤 삼성에서 재계약을 포기했고 삼성은 베이커 이후 2002년 엘비라 입단 전까지 좌완 선발투수 갈증에 시달려야 했으며 2000년 시즌 뒤 베니토 바에스를 영입할 예정이었지만  바에스가 계약 직전 메이저리그(플로리다 말린스) 스프링캠프에 합류하면서 무산됐다.
아울러, 서정환 감독은 향토(대구-경북) 출신 4번째 삼성 감독이 되었으나 경북고로 치자면 첫번째였는데  본인(서정환)에 앞서 이광환 전 LG 감독 -  정동진 SBS 야구해설위원 - 우용득 전 삼성 감독 - 권영호 투수코치 등이 물망에 올랐지만  고교(중앙고) 때부터 서울로 이주해 선수단 장악력이 문제가 될 것이란 부정적인 시각이 우려된 점 (이광환) SBS TV와의 계약 문제(정동진) 롯데와 2군감독으로 2년 전속계약 맺어서(우용득) '백인천 파동'으로 구설수에 오른 점  (권영호) 탓인지 탈락했다.

## 타이틀
- KBO 골든글러브: 이승엽 (1루수), 김한수 (3루수), 양준혁 (지명타자)
- 매직글러브: 이승엽 (1루수), 김한수 (3루수)
- 올스타 선발: 박충식 (투수), 이승엽 (1루수), 양준혁 (외야수), 이순철 (지명타자)
- 올스타전 추천선수: 베이커, 김한수
- 올스타전 홈런레이스 우승: 양준혁
- 컴투스프로야구 90년대 올스타: 양준혁 (좌익수)
- WAR: 이승엽 (7.30)
- 타석: 이승엽 (568)
- 실질타석: 이승엽 (557)
- 득점: 이승엽 (100)
- 안타: 양준혁 (156)
- 루타: 이승엽 (296)
- 사구: 최익성 (23)
- 고의4구: 양준혁 (26)
- 타율: 양준혁 (0.342)
- 출루율: 양준혁 (0.450)
- 장타율: 이승엽 (0.621)

### 퓨처스리그
- 남부리그 타율: 김수관 (0.352)
- 남부리그 장타율: 김수관 (0.556)
- 남부리그 OPS: 김수관 (0.942)
- 남부리그 안타: 김광현 (64)
- 2루타: 김광현 (28)
- 3루타: 김수관 (6)
- 남부리그 홈런: 김광현 (9)
- 타점: 김광현 (44)
- 도루: 하춘동 (17)
- 다승: 박태순 (9)
- 남부리그 세이브: 김진웅 (3)
- 남부리그 탈삼진: 정현욱 (61)
- 남부리그 평균자책점: 정현욱 (2.65)

## 선수단
- 선발투수: 박충식, 베이커, 최창양, 조계현, 김상엽
- 구원투수: 김진웅, 곽채진, 최재호, 성준, 전병호, 감병훈
- 마무리투수: 파라, 박태순, 이상훈, 정현욱, 정성훈, 박동희
- 포수: 정회열, 장성국, 김광현, 양용모, 김영진
- 1루수: 이승엽, 김승관, 김형석
- 2루수: 정경배, 김재걸
- 유격수: 김태균, 류중일
- 3루수: 김한수, 김수관
- 좌익수: 신동주, 김종훈
- 중견수: 강동우, 이순철
- 우익수: 최익성, 이계성
- 지명타자: 양준혁, 송재익, 하춘동, 최승우, 박규대, 황성관

## 여담
- 이 시즌에 KBO 리그에서 뛴 외국인 투수들이 대부분 마무리 투수로 활약함에 따라, 베이커는 당시 KBO 리그의 유일한 외국인 선발 투수였으며, 유일한 외국인 좌완 투수이기도 했다. 또한 당시 외국인 투수들 중 유일하게 KBO 올스타전에 등판했으며, 유일하게 규정이닝을 채웠다.
- 파라는 4월 13일 롯데 자이언츠와의 경기에 구원 등판하여 KBO 리그에 최초로 등판한 외국인 투수가 되었으며, 이 경기에서 KBO 리그 최초로 1이닝에 4명의 타자를 삼진 처리하는 진기록을 세웠다.
- 베이커는 4월 17일 OB 베어스와의 경기에 선발 등판하여 승리 투수가 되었다. 이로써 베이커는 KBO 리그의 1호 외국인 선발 등판 투수 겸 1호 외국인 승리 투수가 되었다.
- 7월 31일에 김훈을 웨이버 공시했다. 이는 구단 사상 첫 웨이버 공시였다.
- 양준혁은 당시 KBO 리그 내 최고 연봉자였다.
- 파라는 이 시즌 60경기에 등판하여 KBO 리그 외국인 투수 단일 시즌 최다 등판 기록을 세웠다.
- 팀은 총 48개의 고의4구를 얻어내 단일 시즌 최다 고의4구를 기록했다.
- 조계현은 이 시즌 쌍방울 레이더스와의 경기에서 24실점을 기록하여 단일 시즌 쌍방울 레이더스와의 경기에서 최다 실점을 기록한 투수가 되었다.
- 양준혁은 이 시즌 월요일 경기에서 고의4구로 6번 출루하여 KBO 리그 역대 단일 시즌 월요일 경기 최다 기록을 세웠다.
- 이승엽은 이 시즌 월요일 경기 22삼진으로 KBO 리그 역대 단일 시즌 월요일 경기 최다 기록을 세웠다.
- 김영진은 이 시즌 월요일 경기 희생타 6개로 KBO 리그 역대 단일 시즌 월요일 경기 최다 기록을 세웠다.
- 조계현은 이 시즌 월요일 경기 29실점 26자책점으로 KBO 리그 역대 단일 시즌 월요일 경기 최다 기록을 세웠다.
- 베이커는 1990년대 KBO 리그 외국인 투수 단일 시즌 최고 WAR 기록을 세웠다.
- 김진웅은 KBO 포스트시즌 사상 최연소 등판 투수가 되었다.
- 베이커는 KBO 포스트시즌 사상 첫 외국인 패전투수가 되었다.
- 이순철은 KBO 포스트시즌 사상 처음으로 통산 10희생타를 달성했다.
- 박규대는 KBO 퓨처스리그 사상 최초로 통산 1000타수를 달성했다.
- KBO 퓨처스리그에서 정현욱은 남부리그 평균자책점 1위, 박태순은 다승 1위, 김수관은 타율 1위, 김광현은 홈런과 타점 1위에 오르면서 KBO 퓨처스리그 사상 최초로 투타 모든 부문을 한 팀이 싹쓸이하게 되었다.
- 1999 신인드래프트에서 구단 사상 마지막 고졸우선지명으로 이성훈을 지명하여 영입했다.